# Effet Gunn
L'effet Gunn est le nom donné à la production de micro-ondes dans un semi-conducteur solide lorsque la tension électrique de celui-ci a dépassé une valeur critique,. Ce phénomène est utilisé dans les diodes Gunn.
Cet effet a été découvert par John Battiscombe Gunn en 1963[réf. souhaitée], physicien étant aussi à l'origine de la diode du même nom.
Herbert Kroemer l'a expliqué comme un processus de transfert d'électrons.

## Description

Structure de bande simplifiée de l'AsGa à 300 K. (Leitungsband signifie, en allemand, bande de conduction et Valenzband bande de valence)

Pour que l'effet Gunn se produise dans un semi-conducteur, il faut que l'une des bande d'énergie responsable de la conduction du courant électrique atteigne une minimum relatif (électron transporté) ou maximum (trou d'électron transporté), dont l'énergie ne diffère que très peu du minimum ou du maximum absolu.
Les électrons qui ont par exemple été excités de la bande de valence vers la bande de conduction se trouvent d'abord dans le minimum absolu de la bande de conduction. Cela a pour conséquence que le courant à travers le semi-conducteur augmente d'abord lorsque la tension augmente. Si ces électrons atteignent dans un champ électrique une énergie qui se situe dans le domaine de la différence d'énergie entre le minimum absolu et le minimum relatif (pour GaAs 0,29 eV), ils sont alors diffusés dans le minimum relatif en interaction avec phonons optiques. Comme la masse effective des électrons est inversement proportionnelle à la courbure de la bande, les électrons ont une masse effective plus élevée dans la vallée latérale et donc une mobilité moyenne plus faible. C'est pourquoi le courant diminue à nouveau lorsque la tension augmente, c'est-à-dire que, il s'établit une résistance différentielle négative,.